# Беленихіно
Беленихіно (рос. Беленихино) — село у Прохоровському районі Бєлгородської області Російської Федерації.
Населення становить 1183  особи. Входить до складу муніципального утворення Беленихинське сільське поселення.

## Історія
Населений пункт розташований у східній частині української суцільної етнічної території — східній Слобожанщині.
Згідно із законом від 20 грудня 2004 року № 159 від 2004 року органом місцевого самоврядування є Беленихинське сільське поселення.

## Населення
| 1959 | 2002  | 2009  | 2010  |
| ---- | ----- | ----- | ----- |
| 900  | ↗1208 | ↘1200 | ↘1183 |